# 신규식 (1907년)
신규식(1907년 5월 8일~2003년 6월 10일)은 대한민국의 정치인이다. 제3·4대 국회의원을 지냈다.

## 역대 선거 결과
|  | 21.35% |

|  | 37.64% |

|  | 49.34% |

|  | 10.39% |